# Tomohito Shugyo
Tomohito Shugyo (født 29. juni 1984) er en japansk fodboldspiller.